# صلاح‌الدین فاسی
صلاح‌الدین فاسی (انگلیسی: Slaheddine Fessi؛ زادهٔ ۱۵ نوامبر ۱۹۵۶) بازیکن فوتبال اهل تونس است.
از باشگاه‌هایی که در آن بازی کرده‌است می‌توان به باشگاه فوتبال آفریقایی اشاره کرد.
وی همچنین در تیم ملی فوتبال تونس بازی کرده‌است.